# Schwebungssummer

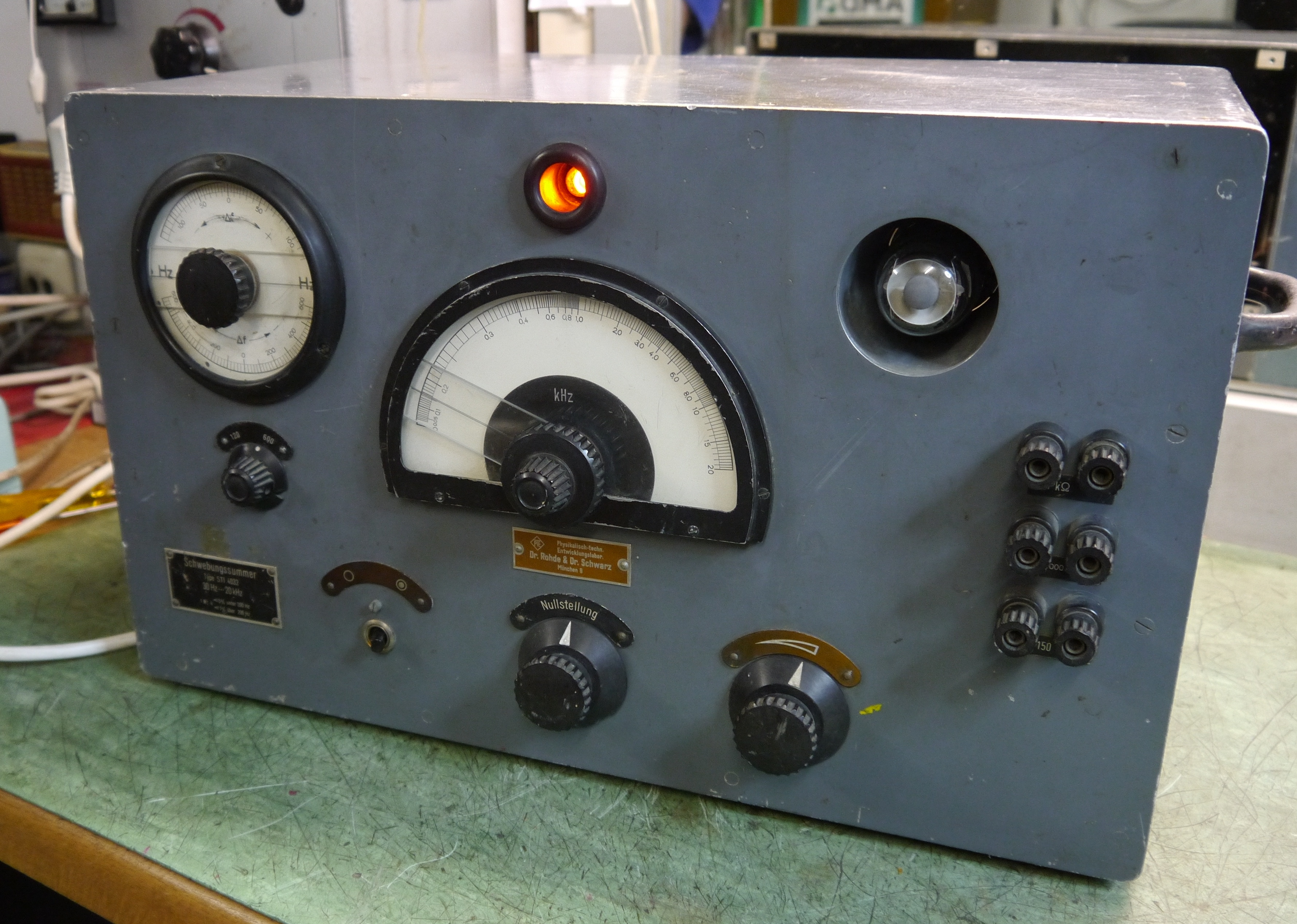
Schwebungssummer von Rohde & Schwarz (1944)

Ein Schwebungssummer ist eine elektronische Schaltung der Hochfrequenztechnik, mit der eine Sinusschwingung mit einer niedrigen Frequenz (typischerweise im hörbaren Frequenzbereich) aus der Mischung zweier dicht beieinander liegender Sinusschwingungen hoher Frequenzen erzeugt wird. Er besteht aus zwei Hochfrequenz-Oszillatoren mit:
- fester Frequenz fconst und
- veränderlicher Frequenz fvar ≠ fconst.

Die Schwingungen beider Oszillatoren werden gemischt, dadurch entsteht die Summen- und die Differenzfrequenz (Nutzsignal) mit der Frequenz f = fconst − fvar. Die Summenfrequenz mit f = fconst + fvar liegt im Hochfrequenzbereich und gelangt nicht zum Ausgang. Das Differenzsignal gelangt über einen Pegelsteller (Potentiometer bzw. Lautstärkeregler)  zu einem Verstärker und steht am Ausgang zur Verfügung.
Durch Veränderung von fvar mittels Variometer oder Drehkondensator kann die Ausgangsfrequenz kontinuierlich in einem großen Bereich (groß im Sinne großer relativer Änderungen) bei weitgehend gleichbleibender Amplitude variiert werden.
Schwebungssummer dienten als Laborgerät zur Erzeugung von niederfrequenten Sinusschwingungen definierter Frequenz und Amplitude.
Das Einsatzgebiet für Schwebungssummer waren auch frühe elektronische Musikinstrumente wie das Theremin oder die Ondes Martenot.
In der Funktechnik wird das gleiche Verfahren verwendet, wenn man in einem Überlagerungsempfänger ein CW-Signal hörbar machen oder ein SSB-Signal demodulieren möchte. Dabei hat der Zusatzoszillator die Aufgabe, den unterdrückten Träger (in der Nähe der Zwischenfrequenz) zu ersetzen. Der Zusatzoszillator wird kurz BFO genannt, englisch beat frequency oscillator.